# Rockstar London
Rockstar London — британська компанія, яка спеціалізується на розробці комп'ютерних ігор. Була відкрита в 2005 році і є дочірньою компанією Rockstar Games. Відомі розробки — Manhunt 2 і Midnight Club: L.A. Remix.
У червні 2008 року Rockstar London номінувався на Develop Industry Excellence Awards 2008 у номінації «Найкраща нова студія Великої Британії/Європи», поряд із Finblade, Konami Paris, Oxygen Studios і Doublesix.

## Розроблені ігри
- 2007 — Manhunt 2 (2007) (PC, PS2, PSP, Wii) (сумісно з Rockstar North, Rockstar Leeds і Rockstar Toronto)
- 2008 — Midnight Club: L.A. Remix (2008) (PSP) (сумісно з Rockstar San Diego)
- 2013 — Max Payne 3 (PC, PS3, Xbox 360) (з Rockstar Vancouver, Rockstar New England і Rockstar Toronto)